# Wet op de orgaandonatie (Nederland)
De Wet op de orgaandonatie is een Nederlandse wet die sinds 1998 de orgaandonatie voor transplantatiedoeleinden regelt. 

## Wet op de orgaandonatie
1. De wet op de orgaandonatie, uit 1998, bepaalt dat een wilsbekwame persoon van 12 jaar of ouder toestemming kan verlenen tot na zijn overlijden wegnemen van zijn organen (of enkele organen) voor transplantatie, door registratie als zodanig in het Donorregister of door middel van een eigenhandig gedateerde en ondertekende verklaring (donorcodicil).
2. Heeft iemand bij leven toestemming gegeven voor donatie van weefsels of organen na zijn dood, en sterft hij voordat hij 16 jaar oud is, en maakt/maken dan (een van) zijn ouder(s) bezwaar tegen verwijdering van organen, dan vindt geen verwijdering van organen plaats[1]. Over mensen die 'Keuze 1' hebben doorgegeven en sterven na hun 16e verjaardag, vermeldt de wet echter niets omtrent een mogelijkheid voor nabestaanden om orgaanuitname tegen te houden. Wel moeten ouders altijd worden geïnformeerd over orgaanuitname, echter zonder dat hierbij de orgaanuitname vertraagd wordt.
3. Een persoon kan ook aangeven (in het Donorregister), dat zijn of haar nabestaanden (of een specifieke genoemde nabestaande) in geval van overlijden de beslissing over orgaandonatie mogen nemen.
  1. Worden geen specifieke personen genoemd dan is in de eerste plaats de partner bevoegd.
  2. Bij afwezigheid zijn dit de meerderjarige bloedverwanten tot en met de tweede graad (bijvoorbeeld kinderen, ouders).
  3. Zijn ook deze afwezig dan zijn aanverwanten in de tweede graad bevoegd.
  4. Er vindt geen orgaandonatie plaats indien er geen bevoegden aanwezig zijn of indien er geen overeenstemming bestaat tussen beslissingsbevoegden.
4. Ook kan men een beslissing dus vastleggen in een eigen verklaring (donorcodicil). Als registratie in het donorregister verschilt met een donorcodicil dan is het meest recente document doorslaggevend.
5. Ontbreekt elke vorm van registratie dan wordt de beslissing tot wel of niet doneren overgelaten aan de nabestaanden.

## Donorregister
Sinds 1998 bestaat het Donorregister. Daar kan iedereen die dat wil, zijn keuze voor wel donor, of juist geen donor worden, laten registreren. Het Donorregister biedt vier opties:
1. . Het na overlijden voor transplantatie beschikbaar stellen van organen en weefsels
2. . Het na overlijden niet voor transplantatie beschikbaar stellen van organen en weefsels
3. . Het na overlijden aan de nabestaanden overlaten van bovenstaande beslissing
4. . Het na overlijden aan een specifiek persoon overlaten van bovenstaande beslissing

In 2012 heeft 41% van de Nederlanders van 15 jaar of ouder een donorkeuze doorgegeven aan het Donorregister. Ongeveer 24% van de Nederlanders ouder dan 15 jaar stond geregistreerd met Keuze 1 ('ja'), ongeveer 16% met Keuze 2 ('nee').
In 1997 ontvingen alle Nederlanders van 18 jaar en ouder een brief waarin zij konden aangeven of zij wel of geen donor wilden worden. Er kon gekozen worden uit bovengenoemde opties.
Op deze brief heeft 37 procent van de geadresseerden gereageerd: 54 procent daarvan (2,5 miljoen mensen) koos optie 1 ('ja', donor), 34 procent (1,6 miljoen) koos optie 2 ('nee', geen donor) en de overigen (12 procent) kozen optie 3 of 4 (ze lieten de beslissing dus over aan anderen).
Sinds 1999 krijgen alle jongeren die in het jaar ervoor achttien jaar zijn geworden een brief van het Donorregister met deze vraag. De gemeente verstrekt hiertoe de informatie uit de basisregistratie
persoonsgegevens. Ook kan men bij gemeenten kosteloos donorformulieren aanvragen.
In 2002 ontvingen 180.000 jongeren die in 2001 achttien zijn geworden deze brief. Van hen lieten zich 65.000 registreren. Ruim de helft van deze 65.000 achttienjarigen liet weten donor te willen worden.

## Aantallen transplantaties, en aantallen wachtenden
In 2002 zijn er 202 donororganen na de dood (= postmortaal) van de donor getransplanteerd. In 2003 was dat aantal gestegen tot 222. Op 31 december 2003 stonden 1411 mensen op de wachtlijst voor een orgaan, de meesten van hen wachtten op een nier. Het aantal daadwerkelijke, dus 'benutte', weefseldonoren (vooral van huid en hoornvlies (voor de ogen)) was in 2002: 1823, in 2003: 1820.
Van 2007 tot en met 2011 werden jaarlijks tussen 980 en 1100 orgaantransplantaties (of gecombineerde transplantaties) uitgevoerd. Het aantal wachtenden op de 'actieve orgaanwachtlijst', d.w.z. patiënten die op dat moment transplantabel waren, was op 31 december van de jaren 2007 t/m 2011 steeds ca. 1280 à 1320.

## Beleidsmaatregelen van het ministerie van Volksgezondheid, Welzijn en Sport
Het aantal organen dat voor transplantatie beschikbaar komt, wordt bepaald door het aantal overledenen dat medisch geschikt is als donor, én door het aantal mensen dat heeft aangegeven te willen doneren. Daarom zijn verschillende beleidsmaatregelen van VWS ingesteld:
- Voorlichting aan de bevolking is belangrijk; zonder mensen die willen doneren is er geen transplantatie mogelijk. Daarom ondersteunt VWS voorlichtingscampagnes over orgaandonatie.
- In ziekenhuizen zijn speciale donatiefunctionarissen ingezet. Donatiefunctionarissen zorgen ervoor dat alle potentiële donoren in het ziekenhuis als donor worden herkend, zodat er in de ziekenhuizen geen donoren gemist worden, en verder geven zij voorlichting in het ziekenhuis over orgaandonatie.
- Daarnaast is in 2003 in de Rotterdamse regio met subsidie van VWS de pilot requestorfunctie gestart. Een requestor ondersteunt de arts bij het gesprek over donatie met de nabestaanden. De testperiode loopt gedurende het hele jaar 2004. De pilot is van groot belang voor de verdere ontwikkeling van de donorwerving in de Nederlandse ziekenhuizen. Door middel van inzet van ‘requestors’ bij de nabestaanden hoopt men vaker toestemming voor donatie te krijgen.

## Herzieningspoging 2004
VWS had een Wijziging van Wet voorbereid die begin 2004 aan de Tweede Kamer werd aangeboden. Doel hiervan was onder meer dat er geen potentiële donoren onopgemerkt blijven.

### Actieve donorregistratie (ADR)
Een alternatieve vorm voor het bestaande systeem zou een actieve donorregistratie zijn. Bij actieve donorregistratie krijgt iedereen die niet als donor geregistreerd staat, meerdere oproepen in de brievenbus om zich alsnog te laten registreren. Reageert iemand niet hierop, dan krijgt hij een brief met de mededeling dat hij geacht wordt toestemming te hebben verleend tot het na zijn overlijden wegnemen van zijn organen voor transplantatie. Hij krijgt dan zes weken de tijd om dit alsnog ongedaan te maken.

### Afwijzing ADR in 2004
In december 2004 bleek echter dat het Kabinet-Balkenende II het huidige systeem van donorregistratie wilde behouden. Met deze beslissing van de ministerraad was het alternatief ADR van de baan. Het kabinet liet daarop een variant genaamd Activerende Toestemmings Systeem (ATS) onderzoeken.

### Andere maatregelen en plannen
Het kabinet verwachtte in 2004 dat het beter benutten van de mogelijkheden van het huidige toestemmingssysteem de wachtlijst voor een donororgaan zou kunnen terugdringen. Begin 2009 wachtten ruim 1300 mensen in Nederland op een donororgaan.
Een van de maatregelen die het kabinet wel heeft genomen is een proef met 'requestors' in verschillende ziekenhuizen. Deze mensen voeren gesprekken met nabestaanden en proberen zo in meer situaties dan nu toestemming voor donatie te krijgen.
Een ander idee is om het donorformulier vaker onder de aandacht te brengen, bijvoorbeeld bij de afgifte van paspoorten. Door verschillende strategieën tegelijk in te zetten hoopt het kabinet het aantal nabestaanden dat instemt met donatie met tien procent te laten groeien.

### Wetsvoorstel actief donorregistratiesysteem
Na uitgebreid debatteren in meerdere fasen in zowel de Tweede als de Eerste Kamer, werd tijdens de kabinetsperiode van het kabinet-Rutte III op 13 februari 2018 in de Eerste Kamer het eind 2012 ingediende Voorstel van wet van het lid Pia Dijkstra tot wijziging van de Wet op de orgaandonatie in verband met het opnemen van een actief donorregistratiesysteem na een hoofdelijke stemming aangenomen, met 38 stemmen voor en 36 tegen. De kern van dit wetsvoorstel is dat wie donatie niet expliciet toestaat, maar ook niet expliciet afwijst, geacht wordt geen bezwaar tegen donatie te hebben. De wet verscheen op 5 april 2018 in het Staatsblad  en is in werking getreden op 1 juli 2020. Minister van Medische Zorg en Sport, Bruno Bruins (VVD), bereidde de implementatie van de wet voor. Over het wetsvoorstel kon nog een raadgevend referendum worden gehouden. Op de dag dat dat officieel bekend werd gemaakt, nam weblog GeenStijl, dat in 2015 een van de drijvende krachten was achter het Oekraïnereferendum, het initiatief daartoe. Er werden echter niet voldoende verzoeken ingediend voor het houden van het referendum (er kwamen slechts 146.636 van de benodigde 300.000 verzoeken binnen). Daarom ging dit referendum niet door. In het gehele traject hebben (achter de schermen) veel partijen samen gewerkt en ook later Pia Dijkstra ondersteund. Hieronder het burgerinitiatief 2 miljoen handreikingen, gezondheidsfondsen en patiëntenverenigingen. 

## Hersendood-protocol
Organen worden pas uit een donor verwijderd, wanneer met zekerheid is vastgesteld dat de donor is overleden. Maar wanneer de hersendood is ingetreden, houden de rest van de organen er ook na korte tijd mee op. Zo "sterven" de nieren binnen ongeveer een half uur. Alleen de huid houdt het wat langer vol, deze "overlijdt" pas na een aantal uren. Als een donor buiten het ziekenhuis overlijdt kunnen doorgaans slechts weinig organen gebruikt worden.
Voor een donor die in het ziekenhuis overlijdt, ligt het anders. Het tijdstip van het constateren van de hersendood wordt dan genomen als tijdstip van overlijden. Het hersendode lichaam kan vervolgens kunstmatig in leven worden gehouden, door een machine die ervoor zorgt dat het hart nog klopt en de longen nog ademen, zodat de organen in het lichaam geconserveerd blijven. Omdat het lichaam "op het oog" echter nog in leven lijkt, is er regelgeving die bepaalt of de donor werkelijk is overleden. De regelgeving wordt omvat door het hersendoodprotocol.
Dit hersendoodprotocol omvat een veelheid aan diagnostische maatregelen, die moeten leiden tot het vaststellen of elke hersenfunctie ontbreekt bij de donor, en deze dus hersendood is. Alleen de volgens de normen van het hersendoodprotocol dood verklaarde patiënten komen in aanmerking om hun organen daadwerkelijk te doneren.

## Overwegingen bij het al dan niet worden van donor
Wie worstelt met het wel of niet worden van donor, doet dit vaak vanuit de overweging dat de hersendood een "kunstmatig geconstrueerd doodsmoment" is, of vanuit religieuze of levensbeschouwelijke overtuiging.
Binnen de orthodox-gereformeerde en reformatorische hoek wordt het zijn van donor in Nederland over het algemeen als iets goeds gezien, omdat het recht doet aan het Bijbelse gebod “heb je naaste lief als jezelf”. Ook de politieke partijen ChristenUnie en SGP staan positief tegenover het donorschap. Wel worden er grenzen aangegeven: de vormen van transplantatie waarbij de persoonlijkheid van de mens betrokken is, zoals transplantatie van organen waarin zich voortplantingscellen bevinden, of – mocht dat ooit mogelijk worden – hersentransplantatie. Ondanks deze aanmoedigingen zijn er ook individuele gereformeerden die zo hun bedenkingen hebben bij orgaandonatie.
Nederlandse moslims staan minder vaak organen af dan andere gelovigen. Van die bevolkingsgroep is slechts 27 procent bereid organen af te staan tegenover 61 procent van de niet-religieuzen en 55 procent van de gereformeerden. In 2006 werd er door het Contactorgaan Moslims en Overheid een symposium georganiseerd, 'Islam en orgaandonatie in Nederland', waarin met religieuze leiders en vooraanstaande moslimgeleerden een verklaring werd opgesteld hoe er omgegaan diende te worden met orgaandonatie. De kern van deze verklaring luidt dat er, indien wordt voldaan aan een aantal eisen, vanuit de islam geen belemmeringen bestaan voor orgaandonatie.